# Power Construction Corporation of China
Power Construction Corporation of China, ook gekend als PowerChina, is een volledig Chinees staatsbedrijf dat wordt beheerd door de Commissie voor toezicht en administratie van staatseigendommen en deel uitmaakt van de zware en civieltechnische bouwsector. PowerChina bestaat uit 779 bedrijven. In 2020 stond PowerChina op plaats 157 van Fortune Global 500 -bedrijven en 41e in de lijst van grote bedrijven in China.
Overzeese merken van PowerChina zijn Sinohydro, HydroChina, SEPCO en SEPCO III. PowerChina is actief in meer dan 100 landen.
In november 2020 kondigde Yan Zhiyong, voorzitter van de PowerChina, de bouw aan van een "super" dam op de Yarlung Zangbo, drie keer groter dan het huidige grootste waterkrachtproject ter wereld, ook Chinees, de Drieklovendam . 